# 18 Delphini b
18 Delphini b o nombrado por la IAU como Arion, es un planeta extrasolar sumamente masivo y denso, situado aproximadamente a 238 años luz de la Tierra, en la constelación de Delphinus. El planeta, que orbita la estrella gigante amarilla 18 Delphini, fue descubierto por Sato et al. el 18 de febrero de 2008.
La masa mínima del planeta es de 10,3 veces la de Júpiter y completa su período orbital en 993 días.